# Arrondissement di Saint-Jean-d'Angély
L'arrondissement di Saint-Jean-d'Angély è un arrondissement dipartimentale della Francia situato nel dipartimento della Charente Marittima, appartenente alla regione della Nuova Aquitania.

## Storia
Fu creato nel 1800 sulla base dei preesistenti distretti. Soppresso nel 1926, fu restaurato nel 1943.

## Composizione
L'arrondissement è composto da 115 comuni raggruppati in 7 cantoni:
- Cantone di Aulnay con 24 comuni
- Cantone di Loulay con 15 comuni
- Cantone di Matha con 25 comuni
- Cantone di Saint-Hilaire-de-Villefranche con 10 comuni
- Cantone di Saint-Jean-d'Angély con 19 comuni
- Cantone di Saint-Savinien con 11 comuni
- Cantone di Tonnay-Boutonne con 11 comuni